# Jacques Jaubert
Pour les articles homonymes, voir Jaubert.
 (mai 2019).
Si vous disposez d'ouvrages ou d'articles de référence ou si vous connaissez des sites web de qualité traitant du thème abordé ici, merci de compléter l'article en donnant les références utiles à sa vérifiabilité et en les liant à la section « Notes et références ».
Jacques Jaubert, né le 26 juillet 1957, est un préhistorien et archéologue français, professeur de préhistoire à l'université de Bordeaux (précédemment connue sous le nom d'université de Bordeaux-I).

## Carrière académique
Jacques Jaubert a obtenu sa maîtrise en 1979 et son doctorat en 1984 à l'université Panthéon-Sorbonne. Il a soutenu son habilitation à diriger des recherches, intitulée Paléolithique moyen et Paléolithique supérieur ancien, de l'Europe du Sud-Ouest au Nord-Est de l'Asie, en 2000 à l'université Toulouse-Jean-Jaurès.
D'abord en poste comme conservateur du Patrimoine à la Direction des antiquités historiques et préhistoriques de Provence-Alpes-Côte d'Azur (DRAC Aix-en-Provence), il est ensuite nommé à Toulouse à la DRAP Midi-Pyrénées, puis adjoint au conservateur régional de l'archéologie de Midi-Pyrénées. Il est nommé directeur-adjoint du laboratoire UTAH nouvellement créé (UMR 5808, université de Toulouse-CNRS-MCC), puis il rejoint en 2002 l'université de Bordeaux 1 comme professeur de Préhistoire. Jusqu'à 2021, il a été responsable du master Anthropologie biologique - Préhistoire, désormais Archéologie, Sciences pour l'Archéologie à l'université de Bordeaux et il est responsable de la thématique « Préhistoire » auprès de l'École doctorale Sciences et Environnement de Bordeaux. Il a dirigé le laboratoire PACEA (UMR 5199, université Bordeaux-CNRS-MCC) de 2004 à 2010.
Il a été membre nommé de la Commission interrégionale d'archéologie Sud-Ouest, membre élu du conseil national de la recherche archéologique (CNRA) et de plusieurs commissions scientifiques (CNP, section grottes ornées de la CSMH) sous l'autorité du MCC.

Il est membre du comité de rédaction de plusieurs revues nationales et internationales telles que le Bulletin de la Société préhistorique française et Archaeology, Ethnology and Anthropology of Eurasia. Il est président de la Société préhistorique française.

## Travaux
Les travaux de Jacques Jaubert sont centrés sur le Paléolithique moyen et les sociétés néandertaliennes en Europe du Sud-Ouest et en Asie. Il a été administrateur ou codirecteur de plusieurs projets archéologiques en France, dans le Quercy (Le Rescoundudou, Coudoulous, Espagnac) et en Saintonge (Chez-Pinaud à Jonzac avec Jean-Jacques Hublin), en Mongolie (Aimak de Hovd en Altaï mongol), en Iran (grottes de Mar Tarik et Qaleh Bozi avec Fereidoun Biglari) et en Arménie, Yémen, Chine.
Depuis 2009, il dirige un projet collectif de recherche pour l'étude de la grotte ornée et sépulcrale de Cussac (Dordogne) et, plus récemment, avec Sophie Verheyden a repris des travaux dans la grotte de Bruniquel (Tarn-et-Garonne).
Il a publié de nombreux articles scientifiques et livres, dont des ouvrages destinés au grand public sur les Néandertaliens en 1999, et avec Bruno Maureille en 2012.

## Publications

### Ouvrages
- Les chasseurs d'aurochs de la Borde, D.A.F. 27, éditions de la Maison des Sciences de l'Homme, Paris, 1990. 157 pages. (Avec Michel Lorblanchet, Henri Laville, René Slott-Moller, Alain Turq, Jean-Philippe Brugat).  (ISBN 2735103900)
- Chasseurs et artisans du Moustérien, Édition la maison des Roches, Paris, 1999, 154 p.
- Préhistoire de France, Éditions Confluences, 2011, 126 p.  (ISBN 978-2-35527-077-2)
- Avec Bruno Maureille, Petit vocabulaire de Néandertal, Éditions Confluences, 2012, 160 p.  (ISBN 2355270651)
- Jacques Jaubert, Valérie Feruglio et Nathalie Fourment (sous la direction de), Grotte de Cussac -30 000, Éditions Confluences, 2020, 210 p. (ISBN 978-2-35527-257-8)

### Articles (sélection)
- Jaubert Jacques, Biglari Feiredoun, Crassard Rémy, Mashkour Marjan, Rendu William et Shidrang Sonia (2010), « Paléolithique moyen récent de la grotte de Qaleh Bozi 2 (Ispahan, Iran) : premiers résultats de la campagne 2008 », Iranian Archaeology, vol. 1, no 1, p. 21-31.
- Jaubert J., Biglari F., Mourre V., Bruxelles L., Bordes J.-G., Shidrang S., Naderi R., Mashkour M., Maureille, B., Mallye J.-B., Quinif Y., Rendu W., Laroulandie V. (2009), « The Middle Palaeolithic occupation of Mar Tarik, a new Zagros Mousterian site in Bisotun Massif (Kermanshah, Iran) » - In : Otte M., Biglari F., Jaubert J.(eds.), Iran Palaeolithic. - Actes du XVe Congrès de l’UISPP, Lisbonne, septembre 2006, Session C15. - Oxford : Archaeopress, p. 7-27. - (BAR International Series ; 1968)
- Otte M., Biglari F., Jaubert J., éds. (2009) - Iran Palaeolithic. - Actes du XVe Congrès de l’UISPP, Lisbonne, septembre 2006, Session C15. - Oxford : Archaeopress. - (BAR International Series ; 1968)
- Bernard Vandermeersch, Cleyet-Merle, J.-J., Jaubert J., Maureille B., Turq A. (éds), Première Humanité, gestes funéraires des Néandertaliens. - Catalogue d’exposition, Musée National de Préhistoire, Les Eyzies-de-Tayac. - Paris : Réunion des Musées Nationaux.
- Jaubert J. (2008) - « Quels peuplements avant l’Aurignacien sur le versant nord des Pyrénées ? », Qui est l’Aurignacien ? - Actes du Colloque d'Aurignac, 20-21 septembre 2003. - Aurignac : Édition Musée-forum, p. 9-25. - (Cahier ; 3)
- Jaubert J. et Maureille B. (2008) - « Les dents humaines moustériennes du Rescoundudou (Sébazac-Concourès, Aveyron) ». - Bulletin de la Société préhistorique française, t. 105, no 4, p. 677-690.
- Jaubert J. (1999), Chasseurs et artisans du Moustérien, La Maison des Roches, Collection « Histoire de la France préhistorique de −250 000 à 30 000 ans », Paris.
- Jaubert, J., P. H. Giscard, Z. Batsaikhan, D. Erdenebaatar, and C. Servelle. 1997. « Contribution à la connaissance du Paléolithique de Mongolie : étude des sites de l’Aimak de Hovd (Altai mongol) », L’Anthropologie, 101(3): 419-447.